# Mircea Jipescu
Mircea Stefan Jipescu (* 20. April 2005) ist ein rumänischer Skispringer.

## Werdegang
Mircea Stefan Jipescu startete bei zwei FIS-Rennen im Sommer 2017 und im Sommer 2019 in Râșnov. Am 3. Oktober 2020 startete er ebenfalls in Râșnov erstmals im FIS-Cup und erreichte als 19. auf Anhieb die Punkteränge. Am Folgetag konnte er mit Rang 16 sein bisher bestes Ergebnis in dieser Wettkampfserie erreichen.
Bei den Rumänischen Meisterschaften 2019 in Râșnov gewann Jipescu im Mannschaftswettbewerb zusammen mit Radu Mihai Păcurar und Daniel Cacina die Goldmedaille. Bei den Nordischen Juniorenskiweltmeisterschaften 2022 im polnischen Zakopane wurde er im Einzelwettbewerb 48. Mit der rumänischen Juniorenmannschaft wurde er Elfter und mit der Mixed-Staffel Zwölfter und damit Letzter.
Er nahm an den Junioren-Weltmeisterschaften 2022 und 2023 sowie dem Europäischen Olympischen Winter-Jugendfestival 2023 teil.